# Otto Virtanen
Otto Virtanen (ur. 21 czerwca 2001 w Hyvinkää) – fiński tenisista, zwycięzca juniorskiego Wimbledonu 2018 w grze podwójnej.

## Kariera tenisowa
W karierze zwyciężył w trzech singlowych oraz jednym deblowym turnieju cyklu ATP Challenger Tour. Ponadto wygrał trzy singlowe oraz jeden deblowy turniej rangi ITF.
W 2018 roku, startując w parze z Yankım Erelem, zwyciężył w juniorskim Wimbledonie w grze podwójnej. W finale debel pokonał Nicolása Mejíę oraz Ondřeja Štylera.
Najwyżej sklasyfikowany w rankingu gry pojedynczej był na 109. miejscu (3 kwietnia 2023), a w klasyfikacji gry podwójnej na 243. pozycji (16 czerwca 2023).

### Zwycięstwa w turniejach ATP Challenger Tour

#### Gra pojedyncza
| Końcowy wynik | Nr | Data             | Turniej | Nawierzchnia  | Przeciwnik         | Wynik finału     |
| ------------- | -- | ---------------- | ------- | ------------- | ------------------ | ---------------- |
| Zwycięzca     | 1. | 6 listopada 2022 | Bergamo | Twarda (hala) | Jan-Lennard Struff | 6:2, 7:5         |
| Zwycięzca     | 2. | 12 marca 2023    | Lugano  | Twarda (hala) | Cem İlkel          | 6:4, 7:6(5)      |
| Zwycięzca     | 3. | 2 kwietnia 2023  | Lille   | Twarda (hala) | Max Purcell        | 6:7(3), 6:4, 6:2 |

#### Gra podwójna
| Końcowy wynik | Nr | Data                 | Turniej | Nawierzchnia  | Partner          | Przeciwnicy                    | Wynik finału |
| ------------- | -- | -------------------- | ------- | ------------- | ---------------- | ------------------------------ | ------------ |
| Zwycięzca     | 1. | 30 października 2022 | Brest   | Twarda (hala) | Viktor Durasovic | Filip Bergevi Petros Tsitsipas | 6:4, 6:4     |

### Finały juniorskich turniejów wielkoszlemowych

#### Gra podwójna (1-0)
| Końcowy wynik | Nr | Data          | Turniej           | Nawierzchnia | Partner    | Przeciwnicy                 | Wynik finału |
| ------------- | -- | ------------- | ----------------- | ------------ | ---------- | --------------------------- | ------------ |
| Zwycięzca     | 1. | 15 lipca 2018 | Wimbledon, Londyn | Trawiasta    | Yankı Erel | Nicolás Mejía Ondřej Štyler | 7:6(5), 6:4  |